# Carea prominens
Carea prominens är en fjärilsart som beskrevs av Embrik Strand 1917. Carea prominens ingår i släktet Carea och familjen trågspinnare. Inga underarter finns listade i Catalogue of Life.